# Mepenzolato
El Mepenzolato es un agente anticolinérgico que se usa para tratar afecciones gastrointestinales como la enfermedad ácido péptica y el síndrome del intestino irritable. El mepenzolato no ha sido implicado en causar elevaciones de las enzimas hepáticas o daño hepático agudo clínicamente aparente.
El mepenzolato es un inhibidor parasimpático posganglionar. Disminuye la secreción de ácido gástrico y pepsina y suprime las contracciones espontáneas del colon. No se ha demostrado que sea eficaz para contribuir a la curación de la úlcera péptica, disminuir la tasa de recurrencia o prevenir complicaciones.